# 加古川青流戦
加古川青流戦（かこがわせいりゅうせん）は、加古川市、加古川市ウェルネス協会主催で行われる将棋の棋戦。2011年創設。名称は一般公募より選考にて決定された

## 概要
日本将棋連盟所属の棋士四段・奨励会三段リーグ成績上位者、選考委員会で推薦選出する女流棋士2名、アマチュア3名（加古川青流戦アマチュア選抜大会の各ブロックの優勝者2名と兵庫県アマ名人）によるトーナメント戦で行われる。
原則として26歳以下の棋士という年齢制限がある新人王戦とは異なり、本棋戦では開催年の4月1日付で四段の棋士であれば、年齢不問で参加可能である。過去の本棋戦優勝者も四段であれば参加できる。
2015年開催の第5期では、アマチュア選手の稲葉聡が、日本将棋連盟のプロ公式戦において初となる、アマチュア選手の優勝を達成した。
新人王戦と異なり、奨励会三段・女流棋士・アマチュアが優勝した場合の特典は明記されていない。

## 方式
初戦から準決勝までは一番勝負、決勝は三番勝負。
持ち時間は各1時間（チェスクロック使用）で、使い切ると1手1分の秒読みとなる。
第1期から5期まで四段棋士の初戦は原則として対奨励会三段、対女流棋士、対アマチュアいずれかで行われていた。
第6期以降の現行の方式では四段棋士は原則2回戦からの登場となり、四段同士での初戦も組まれるようになっている。
勝ち上がりによっては「非プロ棋士（奨励会三段・女流棋士・アマチュア）が非プロ棋士のみと対局してプロ棋戦で優勝」となる可能性も存在する。
決勝は加古川市内の会場（加古川市立青少年女性センターや鶴林寺など。ただし第1期の第1局のみ関西将棋会館）で1日目を第1局、2日目を午前第2局・午後第3局のスケジュールで開催される。三番勝負が第2局で終了した場合は、第3局の予定時間は決勝進出者とファンとの交流会に充てられる。

## 歴代決勝結果
開催年は三番勝負が行われた年。○●は優勝者から見た勝敗、千は千日手。段位、称号は対局当時のもの。
奨励会三段棋士としては2023年（第13期）までに5名が決勝に進出しているが、いずれもプロ棋士を相手に敗れ、準優勝となっている。この5名は全員が後にプロ棋士となっており、服部慎一郎はプロ入り後にリベンジする形で優勝を果たしている。
これまでに、決勝三番勝負に複数回（2回以上）進出したのは2名（井出隼平、服部慎一郎、いずれも2期連続決勝進出）。優勝を複数回達成した事例はない（2024年時点）。
| ○ | 千 ○ | － |

| 千 ○ | ● | ○ |

| 千 ○ | ● | ○ |

| 千 ○ | ○ | － |

## 記録
- 最年少優勝 藤本渚 18歳（第13期）
- 最年長優勝 稲葉聡 30歳（第5期、アマ）
- 最年長優勝棋士 池永天志 26歳（第9期）

| 期 | 合計(人) | 四段 | 三段 | 女流 | アマ |
| -- | -------- | ---- | ---- | ---- | ---- |
| 1  | 44       | 20   | 20   | 2    | 2    |
| 2  | 44       | 18   | 22   | 2    | 2    |
| 3  | 44       | 17   | 22   | 2    | 3    |
| 4  | 44       | 18   | 21   | 2    | 3    |
| 5  | 44       | 16   | 23   | 2    | 3    |
| 6  | 40       | 18   | 16   | 2    | 4    |
| 7  | 40       | 17   | 18   | 2    | 3    |
| 8  | 40       | 15   | 20   | 2    | 3    |
| 9  | 40       | 17   | 18   | 2    | 3    |
| 10 | 40       | 16   | 20   | 2    | 2    |
| 11 | 40       | 15   | 21   | 2    | 2    |
| 12 | 40       | 14   | 21   | 2    | 3    |
| 13 | 40       | 15   | 20   | 2    | 3    |
| 14 | 40       | 15   | 20   | 2    | 3    |
| 15 | 40       | 15   | 20   | 2    | 3    |